# Skáldatal
Le Skáldatal (Catalogue des poètes) est un texte en vieux norrois qui contient une liste des scaldes et poètes de cour scandinaves depuis les temps mythiques jusqu'à la fin du XIIIe siècle.

## Tradition manuscrite
Le texte est connu par deux manuscrits :
- le Codex Uppsaliensis[1] (DG 11) du XIVe siècle, qui est l'un des quatre principaux manuscrits de l’Edda de Snorri Sturluson ;
- un manuscrit du XVIIIe siècle appartenant à la collection d'Árni Magnússon[2] (AM 761 a 4°).

Le texte a probablement été composé dans l'entourage de Snorri Sturluson.

## Liste des poètes
Les scaldes (au nombre de plus de 200) sont listés selon les rois, les jarls ou leurs autres protecteurs, en Norvège, en Suède, au Danemark ou en Islande. Le premier roi cité est Ragnar Lodbrok, auquel est rattaché seulement le scalde Bragi Boddason. Des œuvres ou des fragments de l'œuvre de certains de ces poètes ont été conservés, mais pour beaucoup d'autres tout est perdu.
Le catalogue comporte un seul nom de poétesse : Steinvör Sighvatsdóttir (it).